# Carlo Bacarelli
Carlo Balilla Bacarelli (Campi Bisenzio, 5 giugno 1924 – Milano, 11 aprile 2010) è stato un giornalista e telecronista sportivo italiano.

## Biografia
Nato a S.Angelo a Lecore, frazione di Campi Bisenzio, si trasferì giovanissimo con la famiglia a Roma dove completò gli studi ed al termine dei quali fu assunto alla Rai.
Tra i pionieri della televisione italiana, è stato uno dei primi telecronisti fin dal periodo sperimentale. Commentò i primi incontri di pugilato e di lotta libera a bordo del ring allestito nello studio C di Torino, sotto la Mole Antonelliana.

Il 5 febbraio 1950 commentò il primo incontro di calcio trasmesso in diretta dalla televisione italiana: Juventus-Milan, terminato 1-7. Il segnale raggiunse solo la zona di Torino e dintorni, essendo in funzione un solo trasmettitore, quello di Torino-Eremo. Questo il racconto di Bacarelli: 
Il 12 aprile 1952 condusse il primo notiziario televisivo, realizzato a Milano negli studi di Corso Sempione in occasione della Fiera Campionaria.
Ideò il titolo della trasmissione più antica in attività, La Domenica Sportiva, per differenziarla dalla trasmissione radiofonica Domenica Sport. La prima puntata fu trasmessa l'11 ottobre 1953. Quando il servizio televisivo venne inaugurato il 3 gennaio 1954, la Domenica Sportiva era già arrivata al numero 13.
Il 13 dicembre 1953 commentò Italia-Cecoslovacchia, valida per la Coppa Internazionale, prima partita di calcio della Nazionale trasmessa in diretta dalla televisione italiana. Fece parte della squadra di telecronisti ai mondiali in Svizzera nel 1954 insieme a Nicolò Carosio, Vittorio Veltroni e Giuseppe Albertini. Bacarelli e Veltroni commentarono in coppia le due partite della Nazionale italiana, Italia-Svizzera e Italia-Belgio.
Il 26 novembre 1955, dal palazzo dello sport di Milano, commentò l'incontro di pugilato Loi-Ferrer. Duilio Loi difese il titolo dei pesi leggeri dall'assalto del francese Ferrer. Il documento, prima telecronaca sportiva  conservata per intero nelle Teche Rai, illustra uno stile di telecronaca molto diverso dall'attuale. Gli interventi di Bacarelli si concentravano soprattutto tra un round e l'altro, per non disturbare i telespettatori nel corso del combattimento.
Fu responsabile giornalistico della squadra Rai ai Giochi olimpici invernali di Cortina del 1956.
Lavorò alla Rai per quarant'anni lavorando al neonato TG2 nel 1976 e poi conducendo rubriche sportive su Rai 3 Regione.